# Buttons and Bows
Buttons and Bows es una canción del año 1947 con música del compositor estadounidense Jay Livingston y letra de Ray Evans para la película del año siguiente The Paleface —en español: Rostro pálido—.
La canción ganó el premio Óscar a la mejor canción original de dicho año. En la película es interpretada en dos ocasiones: la primera por Bob Hope, cuando viaja en una diligencia, y se acompaña de un bandoneón, y la segunda ocasión es interpreta de nuevo por Bob Hope y además por Jane Russell y Roy Rogers que toca la guitarra. 

## Versiones
La versión más popular de esta canción es la de Dinah Shore; también la interpretaron con éxito otros grupos o cantantes como The Dinning Sisters, Betty Rhodes, Evelyn Knight o Betty Garrett.
En la lista de las 100 canciones más representativas del cine estadounidense realizada por el American Film Institute quedó en el puesto número 87.

## Letra
East is east and west is west
 And the wrong one I have chose
 Let's go where you'll keep on wearin'
 Those frills and flowers and buttons and bows
 Rings and things and buttons and bows
Don't bury me in this prairie
 Take me where the cement grows
 Let's move down to some big town
 Where they love a gal by the cut o' her clothes
 And you'll stand out in buttons and bows
I'll love you in buckskin
 Or skirts that I've homespun
 But I'll love you longer, stronger where
 Your friends don't tote a gun
My bones denounce the buckboard bounce
 And the cactus hurts my toes
 Let's vamoose where gals keep usin'
 Those silks and satins and linen that shows
 And you'm all mine in buttons and bows
Gimme eastern trimmin' where women are women
 In high silk hose and peek-a-boo clothes
 And French perfume that rocks the room
 And you'm all mine in buttons and bows
Buttons and bows
 Buttons and bows